# Xenospiza baileyi
Xenospiza baileyi е вид птица от семейство Овесаркови (Emberizidae), единствен представител на род Xenospiza. Видът е застрашен от изчезване.

## Разпространение
Видът е разпространен в Мексико.